# Euceraia femorata
Euceraia femorata är en insektsart som först beskrevs av Lucien Chopard 1918.  Euceraia femorata ingår i släktet Euceraia och familjen vårtbitare. Inga underarter finns listade i Catalogue of Life.